# 西门·马加比
西门·马加比或西门·塔西（希臘語：Σίμων ο Θασσί），玛他提亚二子，哈斯蒙尼王朝成员，公元前142年至135年领导马加比家族。他曾积极参加其兄犹大·马加比和约拿单·亚腓斯领导的反抗塞琉古帝国的起义。由于起义成功，安条克六世封他为将军。他的继任者是约翰·海卡努斯。

西門·馬加比的頭像